# الرواجع (القليين)
الرواجع هو دُوَّار يقع بجماعة مولاي عبد الكريم، إقليم تاونات، جهة فاس مكناس في المملكة المغربية. ينتمي الدوّار لمشيخة القليين التي تضم 26 دوار. يقدر عدد سكانه بـ 430 نسمة حسب الإحصاء الرسمي للسكان والسكنى لسنة 2004.

## روابط خارجية
- البوابة الوطنية للجماعات الترابية
- المندوبية السامية للتخطيط